# 木藤茂
木藤 茂（もくどう しげる、1901年11月11日 - 1983年3月31日）は、日本の映画監督、脚本家、元俳優である。本名松本 房雄（まつもと ふさお）。溝口健二の現存する最古の映画『ふるさとの歌』に主演した俳優であり、溝口に師事して監督に転向した。

## 人物・来歴
1901年（明治34年）11月11日、東京府東京市本所区入江町（現在の東京都墨田区緑）に生まれる。『現代俳優名鑑』（揚幕社）には、2年早い生年月日が記されている。
1913年（大正2年）3月、東京市二葉高等小学校（現在の墨田区立二葉小学校）を卒業し、満11歳のときに浅草区公園六区（現在の台東区浅草）にある映画館の看板描きに弟子入りする。翌1914年（大正3年）には、新派の小柳龍の一座に女形として参加、満12歳で初舞台を踏み、東京近郊を巡業した。『日本映画俳優全集・男優編』（キネマ旬報社）の田中純一郎の記述によれば、同年、小柳の一座は解散し、新派の正木秀夫（正木秀雄）の一座に参加して、地方を巡業したとあるが、『現代俳優名鑑』によれば、正木秀雄に師事したのは1917年（大正6年）で、満16歳を迎える同年、長野県松本市で初舞台を踏むと記されている。
次に日活向島撮影所で映画に出演する経緯であるが、『日本映画俳優全集・男優編』では、正木の紹介で1915年（大正4年）に同撮影所の女形・藤川三之助（本名 平田三弥、藤川三之祐とは別人）と出会い、同年2月に公開された『瀧の白糸』（監督細山喜代松）にエキストラとして出演して、映画界にデビューしたとしている。『孝女白菊』（1916年）、『浮かれ胡弓』（1917年）等に出演するうちに、1919年（大正8年）4月21日に公開された『生さぬ仲 前篇』（監督小口忠）に出演したことを契機に、藤川の紹介で「子役・女形」として同撮影所に入社したとある。『現代俳優名鑑』によれば、1918年（大正7年）に入社、とある。
1922年（大正11年）12月30日に公開された田中栄三監督による大作『京屋襟店』、1923年（大正12年）2月4日に公開された溝口健二の第1回監督作品『愛に甦る日』に出演して、頭角を現した。同年に発行された『現代俳優名鑑』では、本所区松坂町1丁目9番地（現在の墨田区両国）に住み、身長は5尺2寸（約157.6センチメートル）、体重12貫800匁（約48キログラム）、将来は山本嘉一、藤野秀夫の指導を得て活躍したい旨を語っている。同年9月1日に起きた関東大震災で同撮影所は壊滅、全機能を日活京都撮影所（日活大将軍撮影所、現存せず）に移し、現代劇を製作する第二部を創設した際に、木藤も異動している。1925年（大正14年）2月26日に公開された『貧者の勝利』（監督三枝源次郎）では、木藤の書いた脚本が採用されている。
1927年（昭和2年）、演出部に転向、溝口健二、阿部豊に師事して演出助手（助監督）を務め、村田実の推薦で監督部に異動になり、同年4月17日に公開された『A38号室』を演出して、満25歳で映画監督としてデビューする。1929年（昭和4年）には撮影所移転のため、日活太秦撮影所（のちの日活京都撮影所、および大映京都撮影所、現存せず）に異動する。1933年（昭和8年）1月10日に公開された『恋すればこそ』は、本名の「松本 房雄」名義で監督したが、同作を最後に日活を離れた。
4年のブランクの後、新興キネマ京都撮影所（現在の東映京都撮影所）に入社、1937年（昭和12年）2月3日に公開されたトーキー『佐賀怪猫伝』を監督して復帰、同作は大ヒットを記録した。以降、時代劇に転向し、同年6月17日に公開された『いろは仮名 四谷怪談』は『四谷怪談』ものの初のトーキー作品となった。鈴木澄子を主演に多くの映画を監督したが、 満40歳を目前にした1941年（昭和16年）9月28日に公開された『紅葉狩』を最後に、以降の監督および出演の記録は見当たらない。第二次世界大戦中の1944年（昭和19年）5月に、梅野井秀男一座・市川男女之助一座・新生劇の3派が合流して結成した「新興新派」の京都座での結成第1回公演において、堤千代の原作を川口松太郎が脚色した『小指』の演出を、木藤が行なった記録がある。
晩年は、東京都小平市花小金井南町に居住し、1983年（昭和58年）3月31日、老衰のため自宅で死去した。満81歳没。

## フィルモグラフィ
特筆以外のクレジットはすべて「出演」あるいは「監督」（1927年以降）である。公開日の右側には役名、および東京国立近代美術館フィルムセンター（NFC）、マツダ映画社所蔵等の上映用プリントの現存状況についても記す。同センター等に所蔵されていないものは、とくに1940年代以前の作品についてはほぼ現存しないフィルムである。資料によってタイトルの異なるものは併記した。

### 日活向島撮影所
すべて製作は「日活向島撮影所」、配給は「日活」、すべてサイレント映画である。
出演
- 『瀧の白糸』 : 監督細山喜代松、1915年2月製作・公開 - エキストラ出演[1]
- 『孝女白菊』 : 監督不明、1916年12月31日公開 - 役名不明[1]
- 『浮かれ胡弓』 : 監督不明、1917年8月1日公開 - 役名不明[1]
- 『雪枝夫人』 : 監督小口忠、1918年2月14日公開 - 「木藤繁」名義[5][16]
- 『生さぬ仲 前篇』 : 監督小口忠、1919年4月21日公開 - 役名不明[1]
- 『少女の決心』 : 監督不明、1922年2月19日公開 - 不良少年[2]
- 『浮草の恋』 : 監督鈴木謙作、1922年11月11日公開
- 『京屋襟店』 : 監督田中栄三、1922年12月30日公開 - 京屋の小僧浜吉・小料理店青柳の娘おてる・土工の六（三役）
- 『愛に甦る日』 : 監督溝口健二、1923年2月4日公開 - およし
- 『若草の歌』 : 監督若山治、1923年2月15日公開 - 令息・重定
- 『孝女しづえ』 : 監督若山治、1923年3月25日公開 - その倅・甚吉
- 『夜明け前』 : 監督大洞元吾、1923年5月10日公開
- 『人間苦』 : 監督鈴木謙作、1923年5月31日公開
- 『受難者の群』 : 監督細山喜代松、1923年6月14日公開 - 嘘を吐く男
- 『嵐する前』 : 監督細山喜代松、1923年11月23日公開 - 画家・大月晃

### 日活京都撮影所第二部

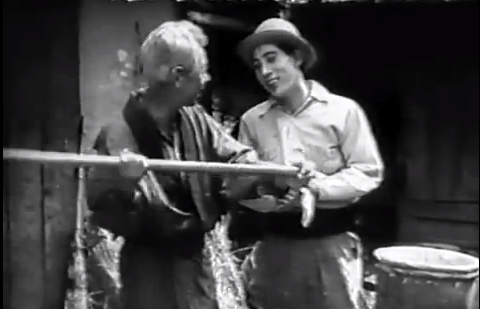
『ふるさとの歌（1925年）出演時、満23歳。左は高木桝次郎。

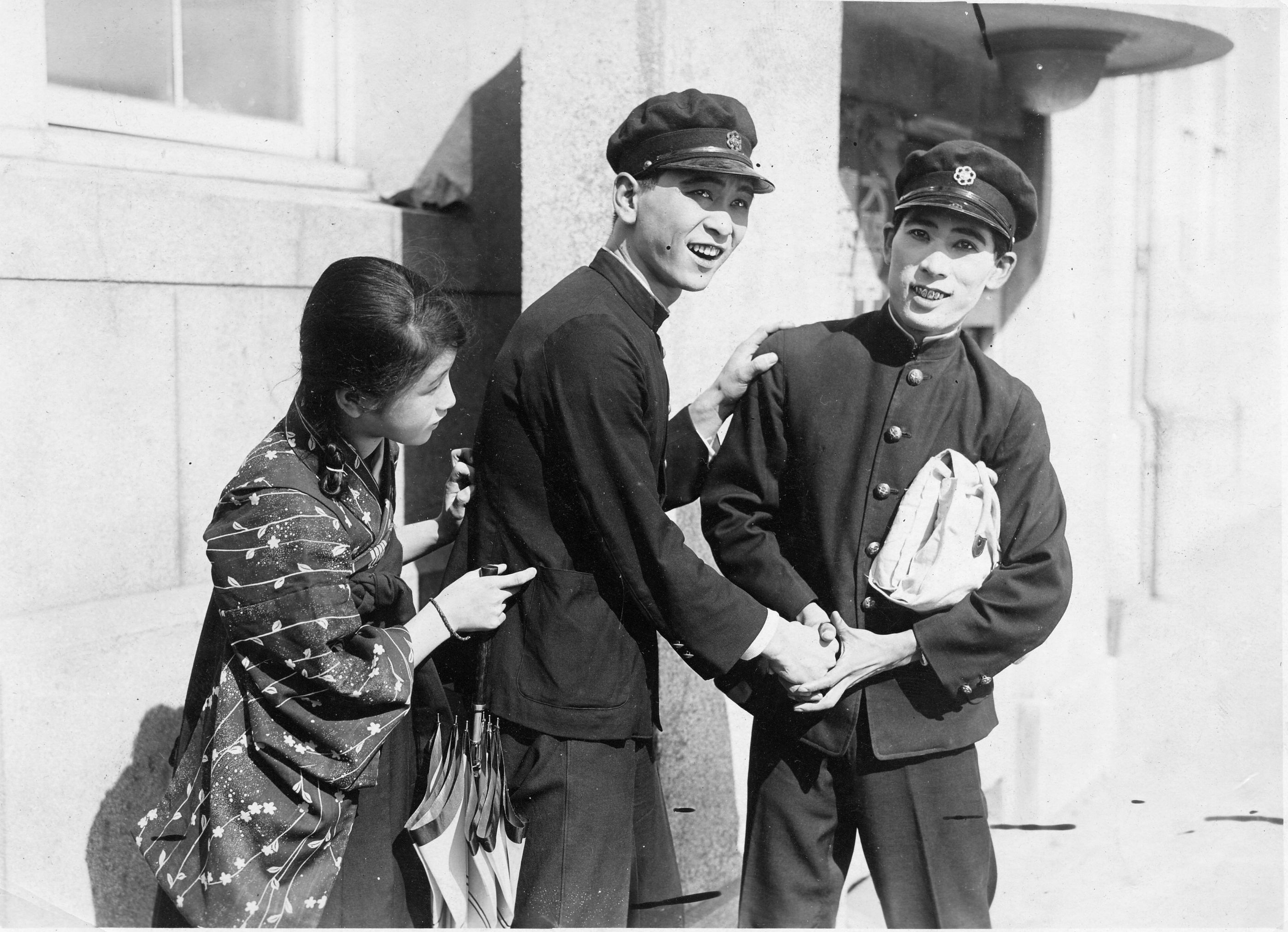
映画「ふるさとの歌」左から橘道子、川又賢太郎、木藤茂

特筆以外すべて製作は「日活京都撮影所第二部」（現代劇部）、配給は「日活」、すべてサイレント映画である。
出演
- 『街の物語』 : 監督細山喜代松、製作日活京都撮影所、1924年2月15日公開 - 青年
- 『暁の死』 : 監督溝口健二、1924年2月29日公開 - 橋本清
- 『坩堝は沸る』 : 監督鈴木謙作、1924年3月21日公開 - 幸児の甥龍也
- 『現代の女王』 : 監督溝口健二、1924年3月28日公開 - 音楽家、音楽家
- 『女性は強し』 : 監督溝口健二、1924年4月11日公開 - 幸一
- 『冷火』 : 監督細山喜代松、1924年5月30日公開 - 山野（不良少年）
- 『民族の黎明』 : 監督三枝源次郎、1924年7月4日公開 - 弟鹿文
- 『永遠の悲哀』 : 監督三枝源次郎、1924年製作・公開 - 若き下僕
- 『たけくらべ』 : 監督三枝源次郎、1924年8月1日公開 - 三五郎
- 『島の哀れ』 : 監督細山喜代松、1924年8月15日公開 - 権六
- 『青春を賭して』 : 監督大洞元吾、1924年10月17日公開 - 仲小路良磨
- 『白鸚鵡夫人』 : 監督三枝源次郎、1925年1月5日公開 - 北堀川篤麿
- 『君国の為に』（『君国の為めに』[7]） : 監督若山治、1925年1月14日公開 - 伜種一（歩兵上等兵・中澤種一[7]・主演）
- 『貧者の勝利』[5][7]（『勇者の勝利』[6]） : 監督三枝源次郎、原作宮島保、1925年2月26日公開 - 脚本のみ
- 『法を慕ふ女』 : 監督村田実・三枝源次郎、1925年3月20日公開 - 多感な若き商人 田村芳雄
- 『心配御無用』 : 監督鈴木謙作、1925年6月28日公開 - その甥
- 『ふるさとの歌（フランス語版）』 : 監督溝口健二、製作日活関西撮影所教育部、1925年9月17日公開（1926年12月3日公開[7]） - 青年馭者・竹田直太郎（主演）、50分尺で現存（NFC所蔵[4]）

### 日活大将軍撮影所
すべて製作は「日活大将軍撮影所」（現代劇）、配給は「日活」、すべてサイレント映画である。
出演
- 『娘の行商』 : 監督楠山律、1925年9月25日公開 - 虎吉
- 『愛に輝く女性』 : 監督徳永フランク、1925年10月1日公開 - 兄啓作
- 『美人征服』 : 監督三枝源次郎、1925年10月15日公開 - 不良青年 小西明
- 『小品映画集 サンドイチマン』（『サンドウヰッチマン』[6]、『小品映画集 サンドウヰツチマン』[7]） : 監督鈴木謙作、1925年11月21日公開
- 『夫婦なればこそ』 : 監督楠山律、1925年製作・公開 - 主演
- 『復讐の為に』[5][6]（『復讐の為めに』[5][6]） : 監督三枝源次郎、1925年製作・1926年2月7日公開 - 主演
- 『娘の危険時代』 : 監督伊奈精一、1926年4月10日公開 - 主演
- 『母を尋ねて三百里』 : 監督田坂具隆、1926年5月7日公開 - 曲馬団の男
- 『乱れ行く星』 : 監督楠山律、1926年7月1日公開 - 洋画家・久野啓吉（主演）
- 『恋の渦巻』 : 監督楠山律、1926年8月31日公開 - 二川欽之助（主演）
- 『恋は悲し』 : 監督若山治、1926年9月26日公開 - 柴健作
- 『大陸の彼方』[5]（『大陸の彼方へ』[7]） : 監督若山治、1926年12月10日公開 - 横田新吉

監督
- 『A38号室』 : 1927年4月17日公開 - 監督デビュー作
- 『女は真平』（『女は真つ平』[7]） : 1927年6月24日公開
- 『稲妻』 : 1927年7月22日公開
- 『突貫恋の初陣』 : 1927年8月12日公開
- 『生還』 : 1927年8月24日公開 - 原作・脚本・監督
- 『魔の沼』 : 1927年11月18日公開
- 『老校長』 : 1927年12月1日公開
- 『粋な叔父さん』 : 1928年1月7日公開
- 『幸運』 : 1928年2月23日公開
- 『弱虫療法』 : 1928年4月29日公開
- 『サラリーマン』 : 1928年6月15日公開 - 原作・監督
- 『頼まれた花婿』 : 1928年8月17日公開
- 『砂漠に陽が落ちて』 : 1928年11月16日公開
- 『名のらぬの父』（『なのらぬ父』[6][7]） : 1928年11月25日公開 - 原作・監督

### 日活太秦撮影所
すべて製作は「日活太秦撮影所」（現代劇）、配給は「日活」、特筆以外すべてサイレント映画である。
監督
- 『スキー猛進』 : 1929年2月8日公開
- 『波浮の港』 : 1929年2月15日公開
- 『桃咲く村』[6][7]（『桃咲く花』[5]） : 1929年5月10日公開
- 『風船玉』 : 1929年7月26日公開 - 原作・監督
- 『地上の恋』 : 1929年11月23日公開
- 『木馬の悲劇』 : 1930年1月7日公開
- 『雪の救援列車』 : 1930年3月21日公開
- 『佐渡おけさ』 : 1930年5月1日公開
- 『初恋日記』 : 1930年7月18日公開
- 『女給』 : 1930年10月17日公開
- 『山に鳴る男』 : 1931年2月20日公開
- 『レヴューの踊子』 : 1931年6月5日公開
- 『都会の子たち』 : 1932年1月29日公開
- 『海の横顔』[6][7]（『海の横綱』[5]） : 1932年2月5日公開
- 『彼女への飛来』[5][6]（タックル、『彼女へ飛来』[7]） : 1932年3月10日公開
- 『爆弾三勇士』 : 1932年3月10日公開 - 『誉はたかし 爆彈三勇士』の題で1分尺の断片が現存（NFC所蔵[4]） / 玩具フィルムによる断片が現存（大阪芸術大学所蔵[17]）
- 『腕を組んで』 : 1932年7月8日公開
- 『勝つて帰れよ』 : サウンド版、1932年8月11日公開
- 『天晴れ三段跳』[5][7]（『天晴三段跳』[6]） : 1932年製作・公開 - 玩具フィルムによる断片が現存（大阪芸術大学所蔵[17]）
- 『恋すればこそ』[5][7]（『祇園情話 恋すればこそ』[6]） : 1933年1月10日公開 - 「松本房雄」名義[7]

### 新興キネマ京都撮影所

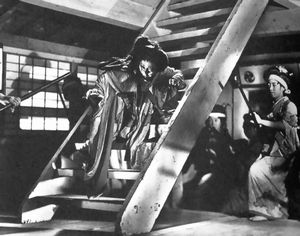
『有馬猫』（1937年）のスチル写真、中央は鈴木澄子。

特筆以外すべて製作は「新興キネマ京都撮影所」、配給は「新興キネマ」、すべてトーキーである。
監督
- 『佐賀怪猫伝』 : 1937年2月3日公開
- 『寺小屋』 : 1937年5月5日公開
- 『いろは仮名 四谷怪談』 : 1937年6月17日公開
- 『鬼傑白頭巾』 : 1937年8月5日公開
- 『七度び狐』 : 1937年9月23日公開
- 『奴の小万』 : 1937年10月14日公開
- 『有馬猫』（再公開短縮改題『怪談有馬騒動』） : 1937年10月30日公開 - 48分尺で現存（マツダ映画社所蔵[15]） / 短縮版51分尺の『怪談有馬騒動』が現存[18]
- 『女郎蜘蛛』 : 1938年2月3日公開
- 『怪談鴛鴦帳』 : 1938年3月30日公開 - 78分尺で現存（NFC所蔵[4]）
- 『疾風白頭巾』 : 1938年7月7日公開
- 『振袖若衆』 : 1938年9月8日公開 - 8分尺の断片が現存（NFC所蔵[4]）
- 『御存じ紫頭巾』 : 1938年10月27日公開 - 67分尺で現存（NFC所蔵[4]）
- 『五郎正宗』 : 1938年12月15日公開
- 『女自来也』 : 1939年3月8日公開
- 『お江戸奴侍』 : 1939年6月15日公開
- 『怪談狂恋女師匠』 : 1939年8月1日公開 - 6分尺の断片が現存（NFC所蔵[4]） / 尺数不明で現存（マツダ映画社所蔵[15]）
- 『文福茶釜』 : 1939年9月24日公開
- 『隠密姫』 : 1939年12月7日公開
- 『安来節お秀』 : 1940年5月23日公開
- 『陽気な幽霊』 : 1940年7月14日公開
- 『三味線娘』 : 製作新興キネマ東京撮影所、1940年10月5日公開
- 『神崎東下り』 : 1941年1月23日公開
- 『娘旅芸人』 : 1941年6月5日公開
- 『紅葉狩』 : 1941年9月28日公開

- 『日本刀』 : 製作政岡映画美術研究所、短篇ドキュメンタリー映画、製作年不明[6]